# Gymnoscopelus
Gymnoscopelus is een geslacht van straalvinnige vissen uit de familie van lantaarnvissen (Myctophidae). Het geslacht is voor het eerst wetenschappelijk beschreven in 1873 door Guenther.

## Soorten
- Gymnoscopelus bolini Andriashev, 1962
- Gymnoscopelus braueri Lönnberg, 1905
- Gymnoscopelus fraseri Fraser-Brunner, 1931
- Gymnoscopelus hintonoides Hulley, 1981
- Gymnoscopelus microlampas Hulley, 1981
- Gymnoscopelus nicholsi Gilbert, 1911
- Gymnoscopelus opisthopterus Fraser-Brunner, 1949
- Gymnoscopelus piabilis Whitley, 1931